# 余晉芳
余晉芳（?—?），湖北省黃州府麻城縣人，清朝政治人物、進士出身。
光緒二十年（1894年），参加光緒甲午科殿試，登進士二甲120名。同年五月，改翰林院庶吉士。光緒二十一年四月，散館，以主事著以部属用。